# VF-17 ナイトメア
VF-17 ナイトメア （ブイエフ じゅうなな ナイトメア、Nightmare）は、「マクロスシリーズ」に登場する架空の兵器。初出は、1994年から1995年にかけて放送されたテレビアニメ『マクロス7』。「バルキリー」の通称で呼ばれる可変戦闘機（ヴァリアブル・ファイター=VF）のひとつで、ファイター（航空機）とバトロイド（人型ロボット）、両者の中間形態であるガウォークの三形態に変形する。
『マクロス7』劇中では、主人公の一人「ガムリン・木崎」が所属するマクロス7船団特殊防衛部隊「ダイアモンドフォース」の主力機として登場する。
ペットネーム（愛称）の「ナイトメア (Nightmare) 」は「悪夢」の意。劇中や一部玩具商品では、「ステルスバルキリー」の通称でも呼ばれる。デザインモチーフは、実在のステルス攻撃機F-117 ナイトホーク。
メカニックデザインは河森正治。

## 概要

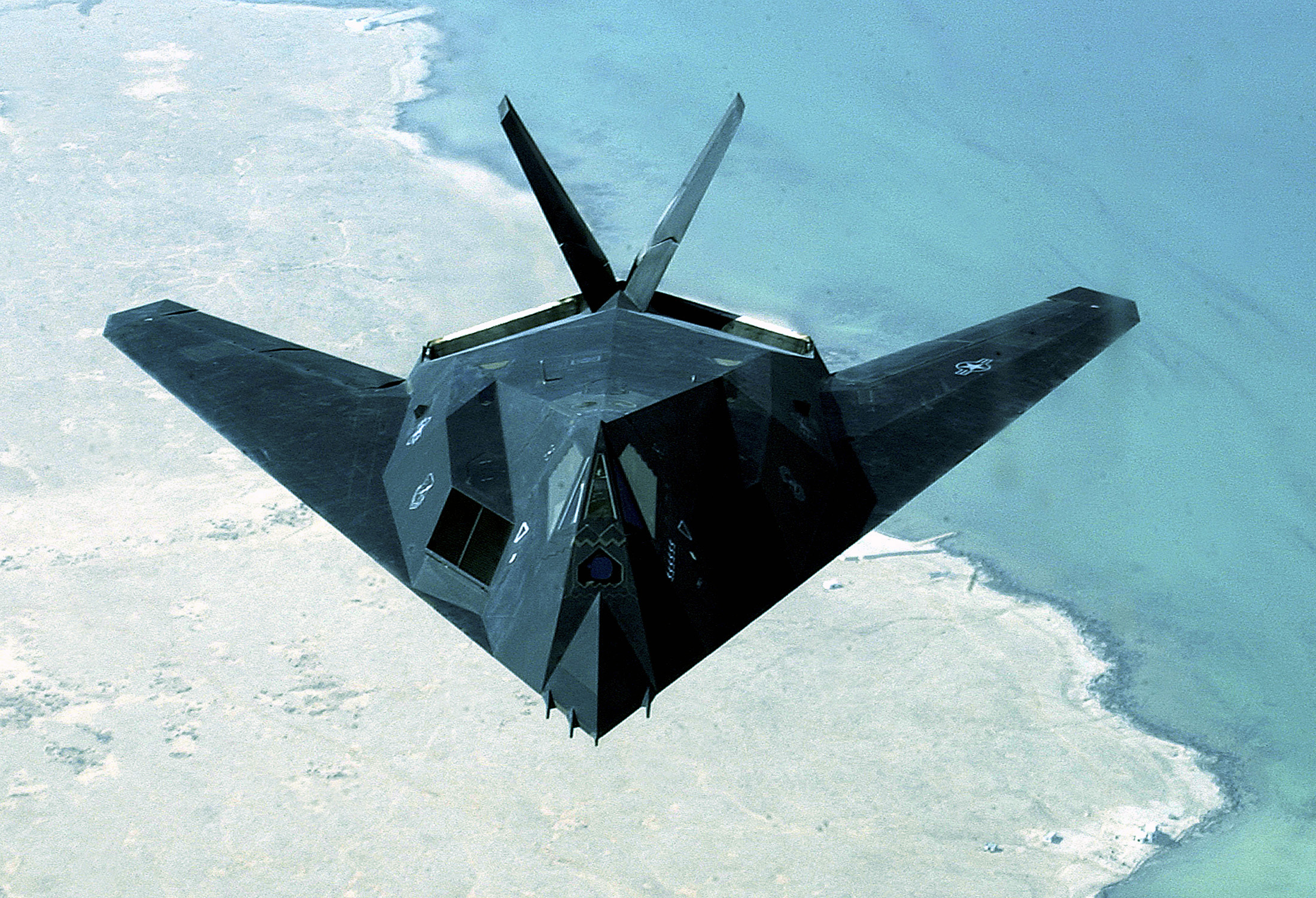
デザインモチーフとなったF-117ナイトホーク

デザイナーの河森は、『超時空要塞マクロス』の制作後である1988年にその存在が公のものとなった「F-117」をモチーフに、ステルス機としての要素を加味したVF-17をデザインした。当初F-117の写真を見た時はあまり気に入っていなかったが、取材で実物を見て面白く思い、VF-17のデザインに反映させた。黒塗りの重厚なシルエットは、前作の「VF-1 バルキリー」とは大きく異なる印象を持つ。なお、劇中ではステルス機としての設定はあまり活かされてはおらず、敵を正面から迎撃するエリート部隊の専用機として描かれている。
2008年に放送された『マクロスF』では、新統合軍主力機として配備されているという設定の改良機「VF-171 ナイトメアプラス」が登場する。こちらはVF-17よりも機首が長いスマートなシルエットで、平面型が三角形をしたF-117のイメージからはやや離れた姿になっている。劇中では、主人公の早乙女アルトが強化バリエーション機である「VF-171EX ナイトメアプラスEX」に一時搭乗する。2016年放送の『マクロスΔ』でも、カラーリングを変えて辺境惑星に配備されているという設定で登場する。
バンダイ、やまとからはプラモデルや可変トイが発売されている。

## 機体解説
ゼネラル・ギャラクシー社が、「VF-14 バンパイア」を参考に開発した特殊作戦機。敵拠点への侵入とピンポイント攻撃といった、2030年代における主力機「VF-11 サンダーボルト」では困難な任務への投入を目的とした重戦闘機で、ステルス性を重視した独特の多面体形状から「ステルスバルキリー」の通称で呼ばれている。2037年の就役を皮切りに、各方面のエリート部隊に優先配備された。
本機は「VF-19 エクスカリバー」などに採用された第三世代型アクティブステルス技術より以前の、レーダー波を正反射させないパッシブステルス技術に基づいて設計されている（パッシブ〈受動的〉ではあるが、機体表面にはレーダー波を吸収する特殊塗装が施されている）。直線と平面で構成された機体形状は航空力学的に不利が大きく、ガンポッドやミサイルなど、従来機では外装されていた兵装類をすべて格納式にしたため、大型で重量級の機体となった。しかし、主に大気圏外で運用されるため空力性能は問題とならず、VF-11の主機である熱核反応タービンエンジンFF-2025Gの2倍の推力を発生するFF-2100Xを採用したことで、見かけによらない高機動性を発揮する。
変形機構においてもステルス性が考慮され、バトロイドの両腕やレーザー砲などの突起物は機体上面に配置されている。脚部エンジンナセルには開閉式ウェポンベイと主脚庫に加え、折り畳み式ガンポッドと予備弾倉まで収納しているが、脚全体を90度寝かして配置することで機体が薄く平らになるよう工夫されている。なお、この可変システムの都合上、ファイター形態における2次元ベクターノズルは、ほかの機種と異なり上下ではなく左右に推力を偏向する。
バトロイド形態は、アーマードバルキリーを思わせる重装甲と武骨なフォルムが特徴となる。ガウォーク形態は、両腕を下ろした標準形態以外にも、両肘に内蔵するレーザー砲を伸長した「強攻モード」が設定されている。
本機は標準装備で兵装ステーションフル装備のVF-11を凌駕する機動性・火力を有し、エリートパイロット用の上級機として配備された。2042年に制式採用された後継機VF-22 シュトゥルムフォーゲルIIの登場後は、兵器搭載量を活かした可変攻撃機（VA）、あるいは可変爆撃機（VB）的な運用も検討されている。
総生産数は後述する各タイプを合計して718機となった。これは各地の植民星、移民船団等で幅広く運用されるVFとしてはかなり少ない部類に入る。高性能と引き換えに操縦性、整備性が悪く、極端に単価が高いことがその要因であったとされる。しかし、後に生産された再設計機「VF-171 ナイトメアプラス」ではこれらの問題点が解決され、2050年代末にはVF-22すら成し得なかった新統合軍制式主力機としての地位を獲得している。

### 追加・拡張装備
レドーム
機体上部に装備される円盤状の索敵ユニット。『マクロス7』第13話において、フォールドイン空間痕跡を探索するために装備。
フォールドブースター
空間を折り畳んでフォールド航法を行うための追加装備。『マクロス7』劇中にてダイアモンドフォース機に装備される。試作段階であり、長距離での使用には危険が伴う。
スーパーパック
大気圏内外両用。機体上部にビームキャノン付属のブースターを2基、両脚エンジンナセルに追加マイクロミサイルランチャーを装備。ビームキャノンはバトロイド形態時に両肩に位置する。
サウンドブースター3号機
VF-17T改専用。Dr.千葉が提唱したサウンドエナジー理論に基づいて開発された装備。歌エネルギーをより実体的なサウンドエナジービームに増幅・変換し、周囲一体に放射する。その効果は、プロトデビルンによって生体エネルギー「スピリチア」を奪われ虚脱状態となった者に再び活力を与え、同時に洗脳を解除する効果を持つ。また、ほぼ通常兵器を受け付けないプロトデビルンに対しても絶大な効果を与える。10万チバソング以上の値で歌を歌わなければ充分な効果を発揮することができない。なお、歌声だけでなく楽器の音も変換可能で、実際にビヒーダがドラミングによってサウンドエナジーを発現させる場面がある。
追加ブースターなど通常のスーパーパックと同等の機能も有しており、単体での自律飛行や空中合体も可能。また、装備したままでも変形に支障はない。エンジン出力、サウンドエナジー変換増幅システムの出力ともに3機中最大で、他機の支障をカバーすることも可能。

### バリエーション
VF-17A
初期生産型。搭載予定のエンジンの開発が遅れ、出力の劣るFF-2009E型エンジンを代用している。生産数は少ない。
VF-17C
A型のアビオニクス改良型。
VF-17D
C型に当初予定のFF-2100X型エンジンを搭載した標準型。171型以外ではシリーズ中最も生産数が多い機種。頭部に対空レーザー砲2門を装備する。
VF-17D ナイトメア ソン・チュー・ロン（河九龍）
『マクロス・ザ・ライド』に登場するホアン・ミン・リンの乗るバンキッシュレース用の機体。

VF-17S
少数配備の指揮官機。D型のエンジンをベースに材質等の改良を加えた特製エンジンを搭載し、D型の約10パーセント増しの推力を発生する。頭部も通信・索敵機能が強化された専用タイプに換装され、対空レーザー砲も連装2基（計4門）に増設されている。
VF-17S ミリア機
『マクロス7』第21話において、ダイアモンドフォースの隊長、金龍の機体をシティ7市長のミリア・ファリーナ・ジーナスが赤く塗り直させたもの。のちにガムリンが黒く塗り直させる。

VF-17T
機種転換訓練に用いられた複座機。コクピット容積拡大に伴い機首が延長されている。『THIS IS ANIMATION Special マクロスプラス』（小学館、1995年）96頁には白とオレンジに塗装された統合海軍航空試験センターに配備された機体VT-25が掲載されている。
VF-17T改 （ストームバルキリー）
マクロス7船団所属の民間協力隊「サウンドフォース」に配備される特別機。レイ・ラブロックとビヒーダ・フィーズが前後席にそれぞれ搭乗する。T型をベースにエンジンをS型と同じ改良型のFF-2100Xに換装されているが、サウンドジェネレーター搭載分の重量増加によって性能はD型並みとなっている。頭部はサウンドフォース機共通の特徴である「口」のある特注品が使用されている。コクピット内装も大幅に手が加えられ、前席にキーボード型のサウンドコントロールスティック（操縦桿）、後席には簡易型のドラムセット一式が設置されている。追加オプションとしてサウンドブースターを背部に装備する。
機体色はグリーンで、肩にはほかのサウンドフォース機と同様の稲妻のようなマークが入っている。

VF-17F
小説『マクロスフロンティア』に登場するマクロス・ギャラクシー船団所属機。バジュラとの戦闘においてVF-9 カットラスの僚機を務める。

## VF-171 ナイトメアプラス
『マクロスF』『マクロスΔ』に登場。信頼性の高い低出力エンジン「FF-2110A」の採用と、アビオニクスの更新によって操縦性を高めた改修機。操縦性やコストなどの諸事情で配備が難航しているVF-19やVF-22の代替機種として採用され、2050年代における新統合軍主力機となる。さらに、AVF以降の標準装備であるピンポイントバリア (PPB) システムを搭載し、防御力、格闘性能も向上している。
2059年時の最終生産型では第三世代型のアクティブステルスシステムを装備したことでステルス性が向上し、総合性能でも原型のVF-17を凌駕している。 また、従来型では半ば無視されていた大気圏内運用も考慮されており、機首の延長や全体の上下厚を薄くすることで空力特性を改善している。なお、この兼ね合いからバトロイド形態はVF-17系としてはやや細身の体型となる。VF-17では両肘に内蔵されていたレーザー砲が省略されたため、ガウォーク形態での「強攻モード」も省略されている。
初飛行は2046年。無人戦闘機ゴーストの本格運用によって有人戦闘機の性能要求が引き下げられた2050年代には、VF-19を退け新統合軍主力機の座に就き、各移民船団や植民惑星でも普及した。第117次調査船団でも運用されていたが、2048年の超時空生命体「バジュラ」の襲撃には歯が立たず船団ごと壊滅したため、より高性能な次世代機の開発が進められることになる。
2055年度にはブロックIIにアップデートされ、フロンティア船団でも多数使用されバジュラ戦役に投入される。2059年にはフロンティア船団が独自に一部の機体をブロックIIIFに改修している。
新統合軍での標準機はライト・グリーン、辺境宙域仕様はカーキ調の塗色となっている。

### 追加・拡張装備
AAS-171 アーマードパック
バジュラ戦役後期に使用された追加武装。テレビ版『マクロスF』ではEX型が使用するが、『劇場版マクロスF』では通常のVF-171も使用している。
AP-SF-01+ イージスパック
RVF専用の電子戦装備。機体上面に装備されるレドームと下面に装備されるスタビライザーフィンで構成される。

### RVF-171
イージスパックを装備した偵察・早期警戒仕様機。遠距離観測用の無人偵察兵器であるBAポッドを遠隔操作できる。長距離偵察時はフォールドブースターを左右の主翼に合計2基装備する。

### VB-171
VF-171の戦闘爆撃機仕様。2040年以降は主にコスト面の問題からVBの新設計機が停滞しているため、VF-171を改修してVBとして運用している。

### VF-171 スナイパー仕様
型番不明。『マクロスF』第9話、クラン・クランの語る回想シーンで1カットのみ登場。8基の開閉式モーメントバランサーを備えた精密狙撃用のライフルを装備する。

### VT-171改
VF-17T改の流れを汲む機体。小説『マクロスF フロンティア・メモリーズ』収録の「デンジャラス・ジャーニー」に登場。シェリル・ノームのコンサートで使用するためにグレイス・オコナーが用意した非武装のイベント用の機体だが、エネルギー転換装甲や反応エンジンは現用機並でサウンドブースターも搭載している。シェリルの派手な水着姿がペイントされており、ステルス性は皆無。

### VF-171EX ナイトメアプラスEX
G.Gマクロス・フロンティア工廠とL.A.I社がVF-171を対バジュラ用に改修した機体。メインエンジンをVF-19Fと同型のFF-2550Fに換装し、従来の17系を凌駕する機動性を発揮する。この変更によりパイロットへのG負荷や操縦難度が増したため、「VF-25 メサイア」などの最新鋭機に採用された「EX-ギアシステム」をコクピットに導入している（型式番号の「EX」もこの改修に由来する）。しかし、機体設計の限度からISC（慣性蓄積コンバーター）の搭載は見送られ、機動限界はVF-25よりも大幅に劣るものとなった。VF-25への搭乗経験があるパイロットからも、「間に合わせの機体」との評価を受ける。
エネルギー転換装甲は従来の約20パーセント増しの強度を持つSWAG/RA155EXを採用。さらに表面に新開発の対ビーム用気化コーティング塗装が施されているため機体色は白となっている。パーソナルカラーは胸部や主翼部のラインに留められており、一般機はグレーのラインだが、アルト機は赤のラインになっている。
基本の武装はMDE弾頭対応型のハワードGU-14B改ガンポッドだが、後述の対バジュラ用追加武装パックが事実上の標準装備となっている。
VF-171EX 早乙女アルト機
VF-25Fアルト機と同様にパーソナルカラーの赤いラインが入っている。サジタリウス小隊の小隊長機だが、本体は他の一般機と形状的・性能的な違いはない。隊長機のためアーマードパックの使用を許可され、バジュラ本星での決戦に出撃するが、ブレラ・スターンのVF-27γに撃墜される。
VF-171EX マルヤマ機
サジタリウス小隊のマルヤマ准尉の搭乗する機体で、ラインは他の一般機と同じグレー。機体の背面にシェリル・ノームのノーズアートが描かれているのが特徴。

#### 追加・拡張装備
対バジュラ用標準兵装パック
VF-171EXの対バジュラ用の標準兵装パック。対バジュラ用MDE粒子反重力砲/30mmMDE機関砲マトリクスAVPAGC/MEDC30-EXA、対空母用大型対艦ミサイルセンチネルAVM-11R 4連装を機体上部（バトロイド時は両腕）に、中射程対空ミサイル ビフォーズAAMM-05D、センチネルFXA-60A高速徹甲ロケット6連装ポッド、短射程高機動対空ミサイルL.A.I/AMMS-02A 3連装を主翼パイロンに装備する。使用弾頭には、バジュラの死骸から抽出したフォールド鉱石を使用したMDE（マイクロ・ディメンション・イーター）弾頭を使用する。対空母用大型対艦ミサイルの4連装キャニスターはバトロイド時には左腕部に装備され、ピンポイント・バリアを展開することでシールドとなる。
AAS-171EX アーマードパック
VF-171EXの追加装甲オプション。対バジュラ用標準兵装パックに加え、胸部と脚部にエネルギー転換装甲プロテクターを装着する。脚部装甲には複数の小型ロケットエンジンを内蔵する。「アーマードパック」という呼称が一般的だが、「スーパーパック」、または「ヘビーウェポンパック」と呼ぶ資料も存在する。
VF-17はもともと重装甲・重武装でステルス性を考慮しているため、アーマードパックは計画されていなかった。しかし、バジュラとの戦闘において、装甲・武装の強化が必須課題として挙がった。さらに反応エンジンやフォールド波を探知するバジュラに対しては従来のステルスシステムの意味が薄いことが判明したため、VF-171ではアーマードパックが開発された。
なお、テレビ版ではVF-171EXアルト機のみが装備するアーマードパックだが、劇場版『サヨナラノツバサ』では一般機も装備している。さらには反応弾やインプラント弾といった兵装も搭載する。

### RVF-171EX
AP-SF-01+ イージスパックを装備したVF-171EX型の電子戦仕様機。外観的にVF-171とVF-171EXは変化がないため、VF-171用のイージスパックを無改造で装備可能となっている。イージスパックと対バジュラ用標準兵装パックは併用できないため、AVPAGC/MEDC30-EX-AとAVM-11Rは装備せず、主翼のパイロンの兵装のみ追加装備する。
RVF-171EX ルカ・アンジェローニ機
S.M.Sスカル小隊から新統合軍第四飛行隊に転属したルカ・アンジェローニの搭乗機は、無人戦闘機QF-4000 ゴーストの誘導機能を備える特別仕様機。ルカのパーソナルカラーであるグリーンのラインが施されている。

## 商品化

### プラモデル
1995年にはバンダイより1/144スケールの非可変のプラモデルが「VF-17S ステルスバルキリー」として発売されている。VF-17Sのファイター形態とバトロイド形態の2機セットになっている。また、頭部パーツは差し替えでS型とD型の両方が再現できる。

### 可変トイ
1995年にはバンダイより1/65スケールの完全変形トイのVF-17SとVF-17Dのダイアモンドフォース機が「完全変形ステルスバルキリー」として発売されている。
2011年にはやまとより1/60スケールで完全変形トイのVF-17が発売された。VF-17Sダイヤモンドフォース仕様、VF-17D一般機、専用スーパーパックが発売される。
2012年にはバンダイよりDX超合金としてVF-171EX（アルト機）が発売された。また、魂ウェブ限定で専用アーマードパックが通信販売される。2013年にはVF-171（一般機）が発売された。

## 関連書籍
ヴァリアブルファイター・マスターファイル VF-25 メサイア 新たなる救世主
作品世界内で刊行された航空専門書という体裁の「ヴァリアブルファイター・マスターファイル」シリーズのVF-25 メサイアを扱ったムック。VF-171に関する本書オリジナルの設定が登場するが、巻末では公式設定ではないと断られている。
VF-171A
VF-171の初期型。
VF-171AS
超長距離対艦ライフルを装備する待ち伏せタイプ。VF-25Gの始祖とされている。
VF-171L
2065年において最終形とされる型番。